# Ильинское (Починковский район)
Ильи́нское — село в Починковском районе Нижегородской области. Входит в состав Ужовского сельсовета.

## География
Село находится на правом берегу реки Алатырь, при впадении в неё реки Рудня, на автодороге Р158 Нижний Новгород — Саранск, на расстоянии 5 км к северо-востоку от села Починки, административного центра района.

### Часовой пояс
Село Ильинское, как и вся Нижегородская область, находится в часовой зоне МСК (московское время). Смещение применяемого времени относительно UTC составляет +3:00.

## Улицы
| - ул. Большая, - ул. Красноармейская, - ул. Ленина, - ул. Майская, | - ул. Новая, - ул. Октябрьская, - ул. Пролетарская, - ул. Слобода-Борисовка. |

## Инфраструктура
В селе функционируют общеобразовательная школа, детский сад, отделение Почты России, фельдшерско-акушерский пункт, клуб.

## Известные уроженцы
- Кочетов, Василий Иванович (1915—1987) — советский военный деятель, полковник, Герой Советского Союза.